# بيانكا بيلير
بيانكا بيلير (ولدت في 9 أبريل 1989 م) هي مصارعة أمريكية محترفة، تعمل حالياً في دبليو دبليو إي حيث تصارع في عرض سماكداون.

## وصلات خارجية
- بيانكا بيلير على موقع الاتحاد الدولي لألعاب القوى (الإنجليزية)
- بيانكا بيلير على موقع دبليو دبليو إي (الإنجليزية)
- بيانكا بيلير على موقع WrestlingData.com (الإنجليزية)
- بيانكا بيلير على موقع CageMatch worker (الإنجليزية)
- بيانكا بيلير على موقع قاعدة بيانات المصارعة على الإنترنت (الإنجليزية)
- بيانكا بيلير على موقع عالم المصارعة على الإنترنت (الإنجليزية)
- بيانكا بيلير على موقع عالم المصارعة على الإنترنت (الإنجليزية)